# Quintus Mamilius Honoratus

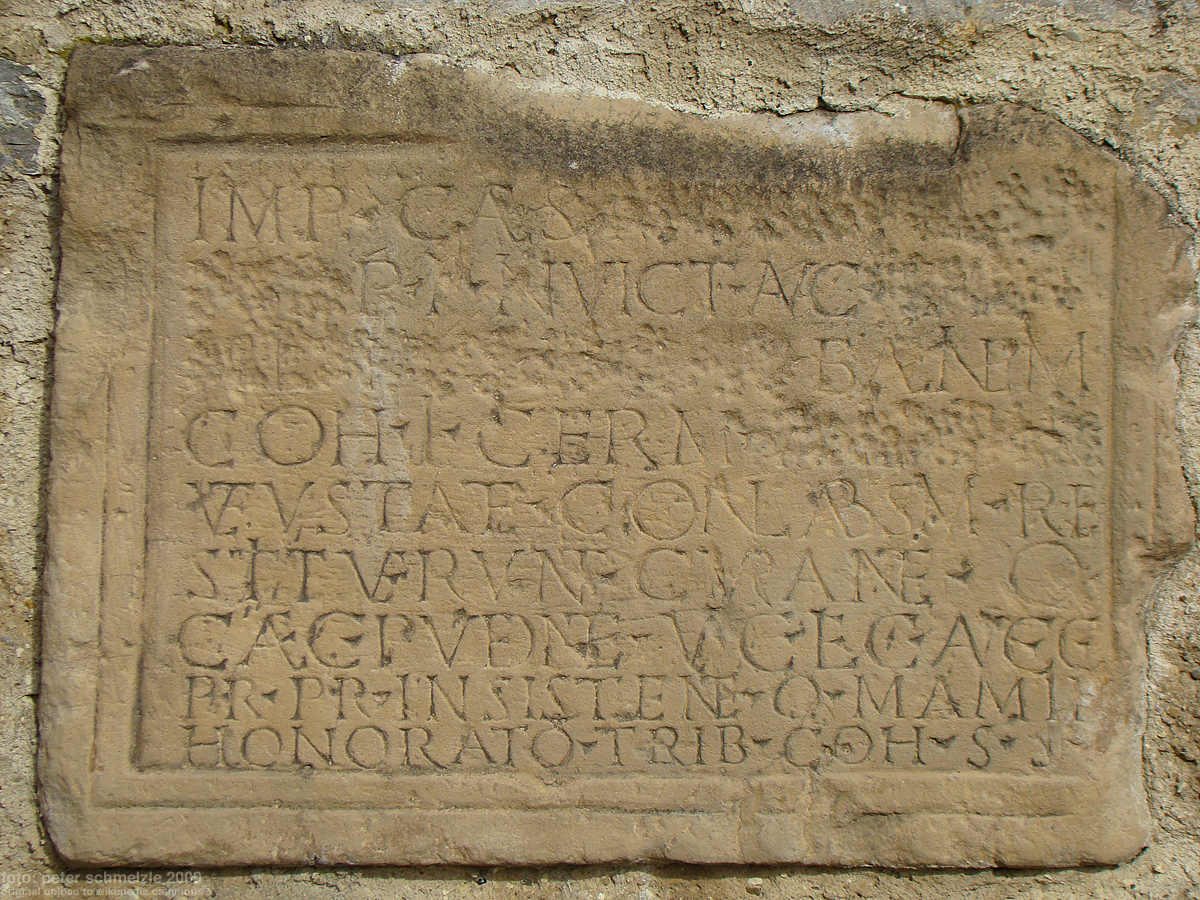
Die Inschrift

Quintus Mamilius Honoratus war ein im 3. Jahrhundert n. Chr. lebender Angehöriger des römischen Ritterstandes (Eques).
Durch eine Inschrift, die beim Kastell Jagsthausen gefunden wurde und die auf 244/247 datiert ist, ist belegt, dass Honoratus Kommandeur (Tribunus) der Cohors I Germanorum Philippiana war, die zu diesem Zeitpunkt in der Provinz Germania superior stationiert war.